# Eupithecia palpata
Eupithecia palpata är en fjärilsart som beskrevs av Paul Dognin 1901. Eupithecia palpata ingår i släktet Eupithecia och familjen mätare. Inga underarter finns listade i Catalogue of Life.

## Bildgalleri

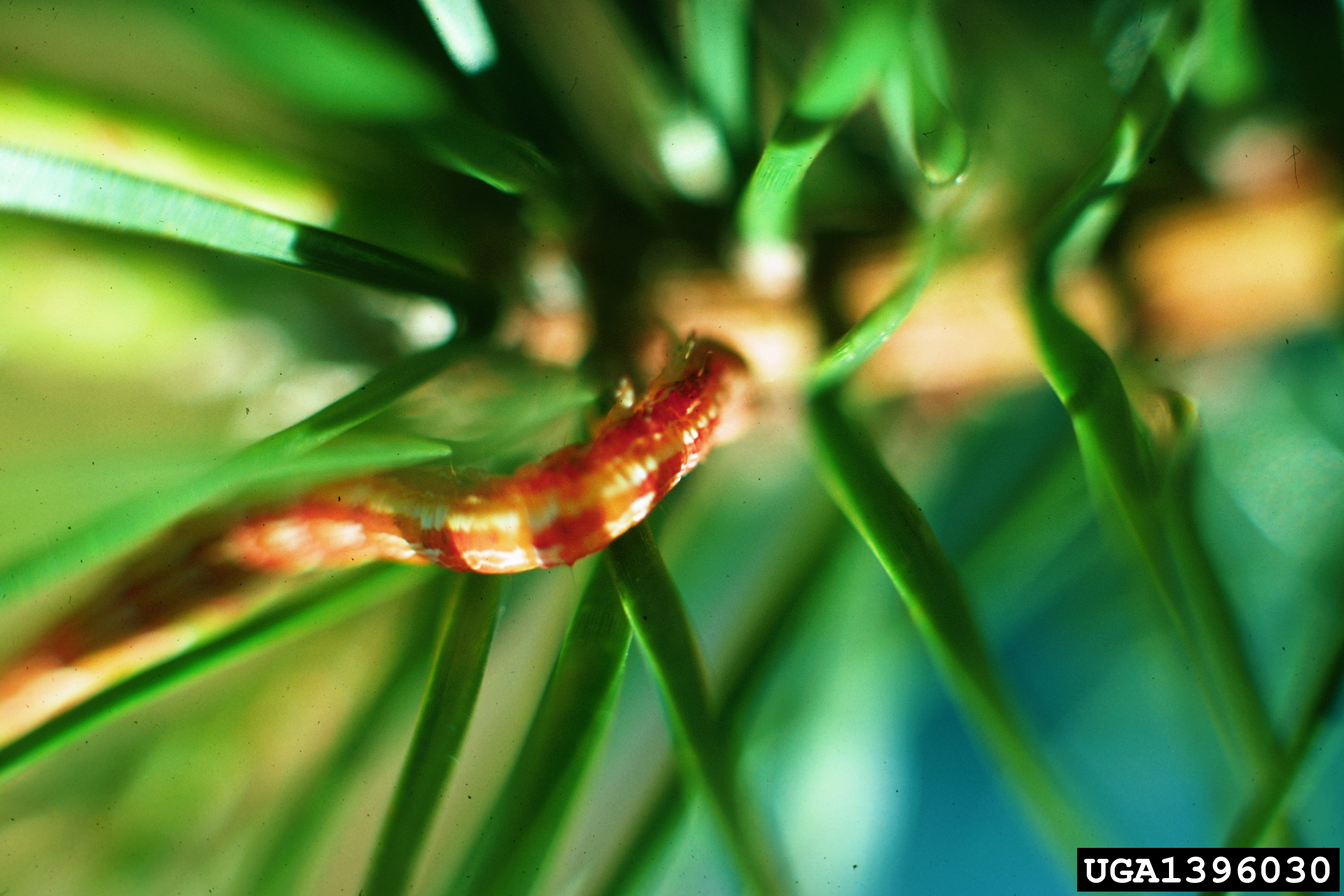